# Chňapálek různopruhý
Chňapálek různopruhý (Caesio varilineata) je paprskoploutvá ryba z čeledi chňapalovití (Lutjanidae).
Druh byl popsán roku 1987 ichtyologem K. E. Carpenterem.

## Popis a výskyt
Maximální délka ryby je 40 cm.
Hřbetní část těla je modrozelená a břišní část bílá. Vybledlý žlutý pruh od hřbetní části po ocasní ploutev. Stopy žluté pigmentace na šupinách bočních stran. Na ocasní ploutvi slabé šedé pruhy, černá skvrna na hřbetní a prsní ploutvi.
Byla nalezena ve vodách Indického oceánu: Východní Afrika, Rudé moře, Perský záliv až po Indonésii. Obývá hluboké laguny a korálové útesy. Združuje se ve školkách s jinými rybami stejného rodu. Jedná se o vejcorodou rybu s pelagickými jikrami. Živí se zooplanktonem.